# فنسنت تيللا
فنسنت تيللا (بالفرنسية: Vincent Tulli)‏ هو ممثل فرنسي، ولد في 5 فبراير 1966 بباريس في فرنسا.

## وصلات خارجية
- فنسنت تيللا على موقع IMDb (الإنجليزية)
- فنسنت تيللا على موقع ألو سيني (الفرنسية)
- فنسنت تيللا على موقع أول موفي (الإنجليزية)
- فنسنت تيللا على موقع قاعدة بيانات الأفلام السويدية (السويدية)
- فنسنت تيللا على موقع قاعدة بيانات الفيلم (الإنجليزية)
- فنسنت تيللا على موقع كينوبويسك (الروسية)